# Zurigo Film Festival
Lo Zurigo Film Festival (ZFF) è un festival cinematografico a cadenza annuale che si tiene a Zurigo, in Svizzera, dal 2005.

## Descrizione
Nadja Schildknecht, Karl Spoerri e Antoine Monot Jr. hanno fondato il festival nel 2005. Il festival è co-diretto da Nadja Schildknecht (Amministratore delegato) e Karl Spoerri (Direttore artistico). Nel 2018 il festival ha registrato il record di presenze con 100 000 visitatori. Lo ZFF è organizzato congiuntamente dalla Zurich Film Festival AG e dalla Spoundation Motion Picture AG in collaborazione con istituzioni locali, sponsor, nonché distributori e produttori nazionali e internazionali.
L'obiettivo principale del festival è quello di promuovere i cineasti emergenti di tutto il mondo. Nelle tre categorie in concorso sono ammesse solo opere di prime, di seconda o terza regia. Ci sono tre sezioni del concorso: International Film, International Documentary Film e Focus: Svizzera, Germania e Austria, quest'ultima che si concentra sulle produzioni cinematografiche delle nazioni di lingua tedesca. Numerosi eventi del settore si svolgono nell'ambito del festival, come la Master Class ZFF o il Summit internazionale di Zurigo, che hanno reso il festival cinematografico una piattaforma internazionale per l'industria cinematografica.